# The Charge of the Light Brigade (film fra 1912)
The Charge of the Light Brigade er en amerikansk stumfilm fra 1912 instrueret af J. Searle Dawley.
Filmen er en genfortælling af begivenhederne under Krimkrigen, hvor en britisk enhed under slaget ved Balaklava angreb en russisk befæstet stilling og led betydelige tab. Angrebet er kendt som Den Lette Brigades angreb, og blev i 1854 beskrevet i digtet The Charge of the Light Brigade af Lord Tennyson.

## Medvirkende
- Richard Neill som Louis Nolan
- Benjamin Wilson som William Morris
- James Gordon som Lord Raglan
- Charles Sutton som Lord Lucan